# Patrocloides perluctuosus
Patrocloides perluctuosus är en stekelart som först beskrevs av Léon Abel Provancher 1877.  Patrocloides perluctuosus ingår i släktet Patrocloides och familjen brokparasitsteklar. Inga underarter finns listade i Catalogue of Life.